# 1243

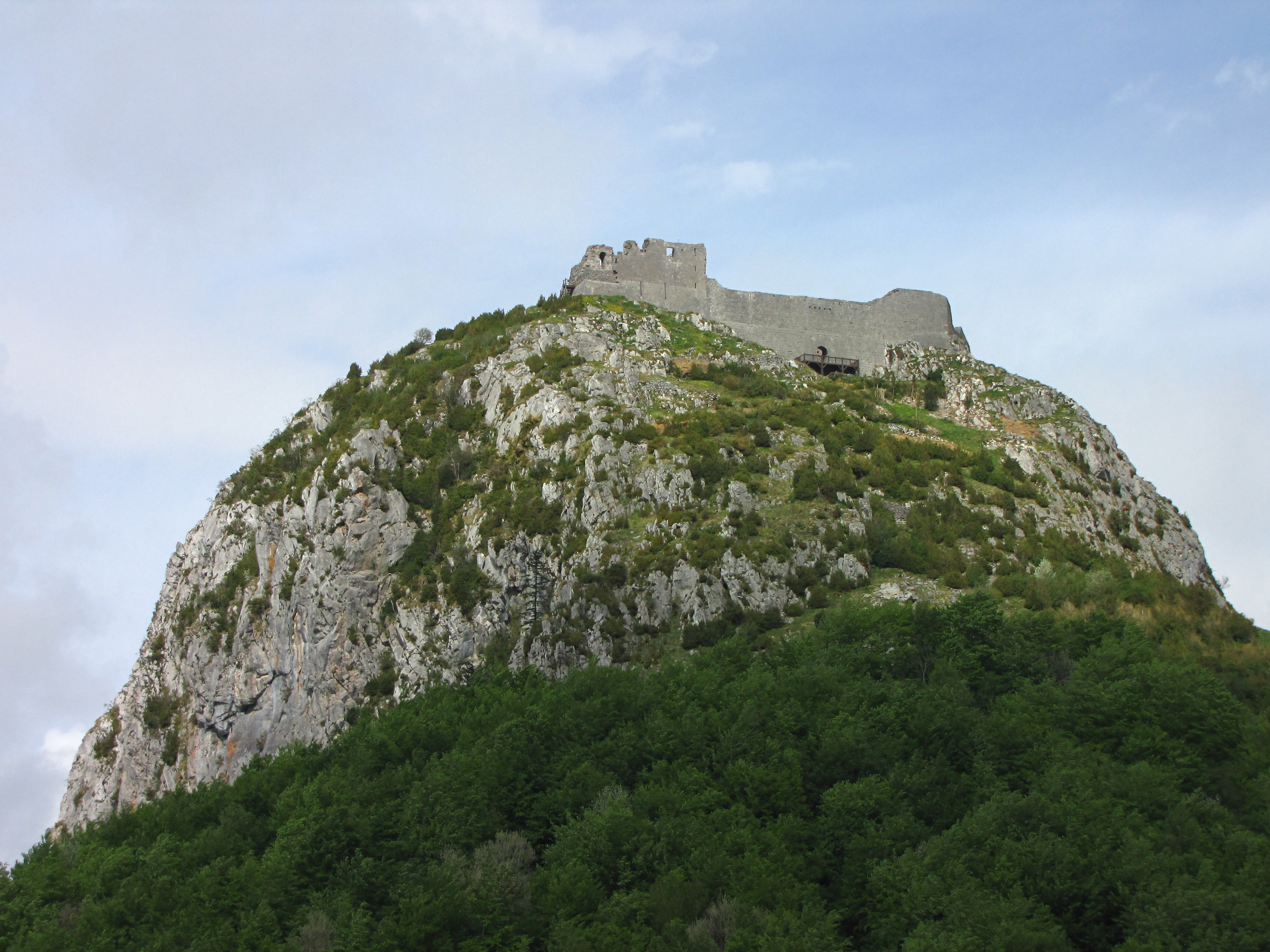
Montségur

Het jaar 1243 is het 43e jaar in de 13e eeuw volgens de christelijke jaartelling.

## Gebeurtenissen
- De Mongolen verslaan het sultanaat Rûm, dat een Mongoolse vazalstaat wordt.
- mei: Begin van het beleg van het kasteel van Montségur, het laatste bolwerk van de katharen, in de Derde Albigenzische Kruistocht.
- Het Consiglio Grande e Generale, het parlement van San Marino, wordt opgericht.
- Brno, Rijssen (5 mei), Sittard (april), Tønder en Zvolen verkrijgen stadsrechten.
- De Venetianen plunderen Pula
- De door cisterciënzers gestichte Sint-Bernardusabdij verhuist van Vremde naar Hemiksem.
- oudst bekende vermelding: Mamelis, Sint-Cathelijne

## Opvolging
- Angkor: Indravarman II opgevolgd door Jayavarman VIII
- Baden-Baden: Herman V opgevolgd door zijn zoon Herman VI
- paus (25 juni): Sinbaldo dei Fieschi als paus Innocentius IV in opvolging van paus Celestinus IV na een periode van sedisvacatie
- Polen: Koenraad I van Mazovië opgevolgd door zijn neef Bolesław V
- Servië: Stefan Vladislav opgevolgd door zijn broer Stefan Uroš I
- Urgell: Ponce IV van Cabrera opgevolgd door Armengol IX, op zijn beurt opgevolgd door Alvaro I

## Afbeeldingen

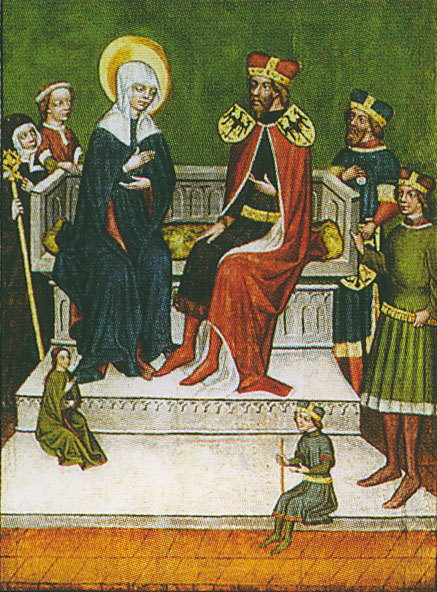
H. Hedwig van Andechs
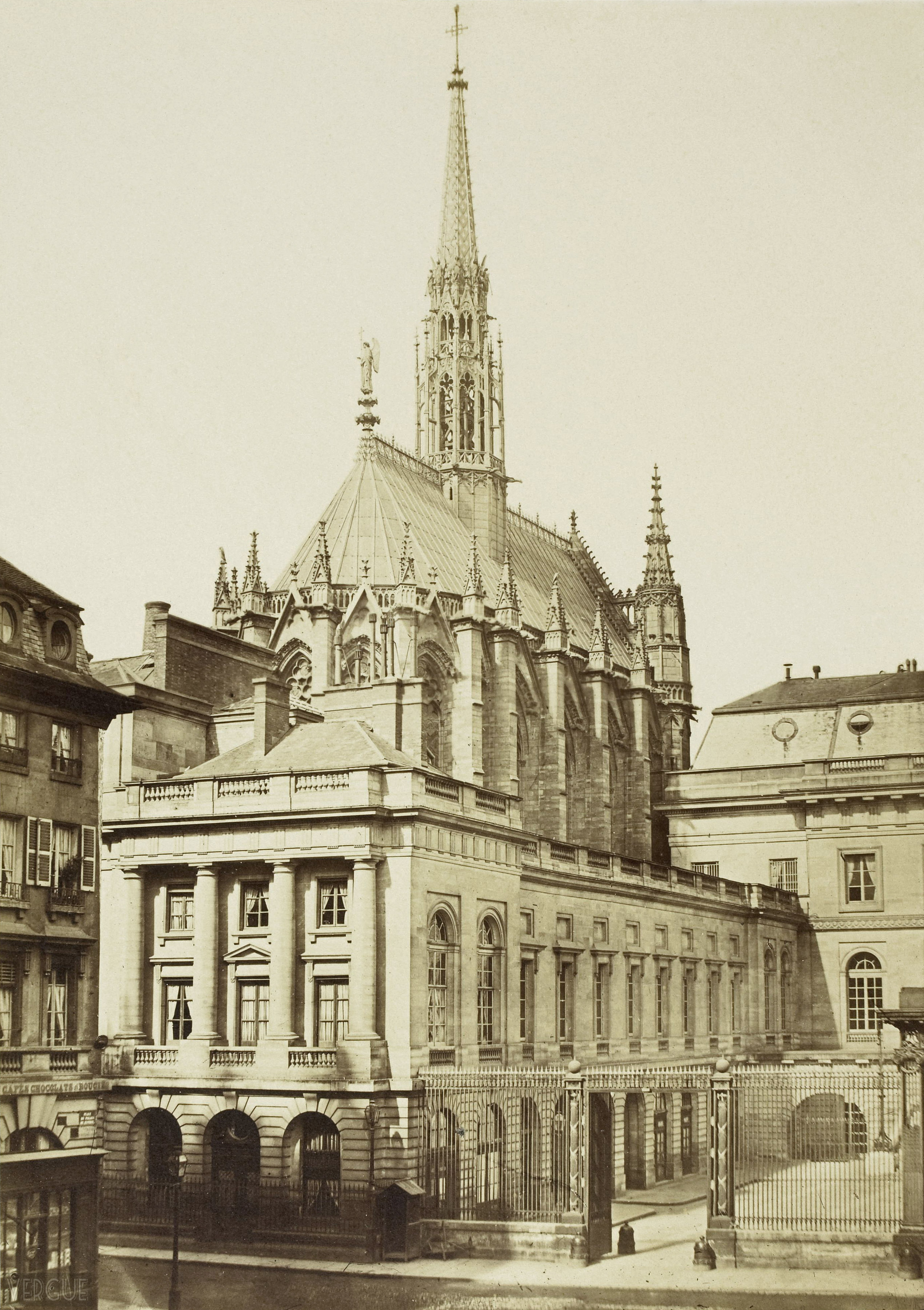
Kapel Sainte-Chapelle, Parijs, gebouwd 1243-1248

## Geboren
- 28 juni - Go-Fukakusa, keizer van Japan (1246-1259)
- juli - Robert de Brus, Schots edelman
- 2 september - Gilbert de Clare, Engels edelman
- Jacobus II, koning van Majorca (1276-1311)
- Filips I van Courtenay, medekeizer van Constantinopel (jaartal bij benadering)

## Overleden
- 16 januari - Herman V, markgraaf van Baden-Baden
- 15 mei - Lodewijk III van Loon, Duits edelman
- 15 oktober - Hedwig van Andechs (~69), echtgenote van Hendrik I van Polen en kloosterlinge
- 26 oktober - Bernard van Calvo, Catalaans jurist en ridder
- Laurentius Loricatus, Italiaans soldaat en monnik
- Ludolf II van Steinfurt, Duits edelman
- Hugo III van Vaudemont, Frans edelman (jaartal bij benadering)